# Президент Ганы

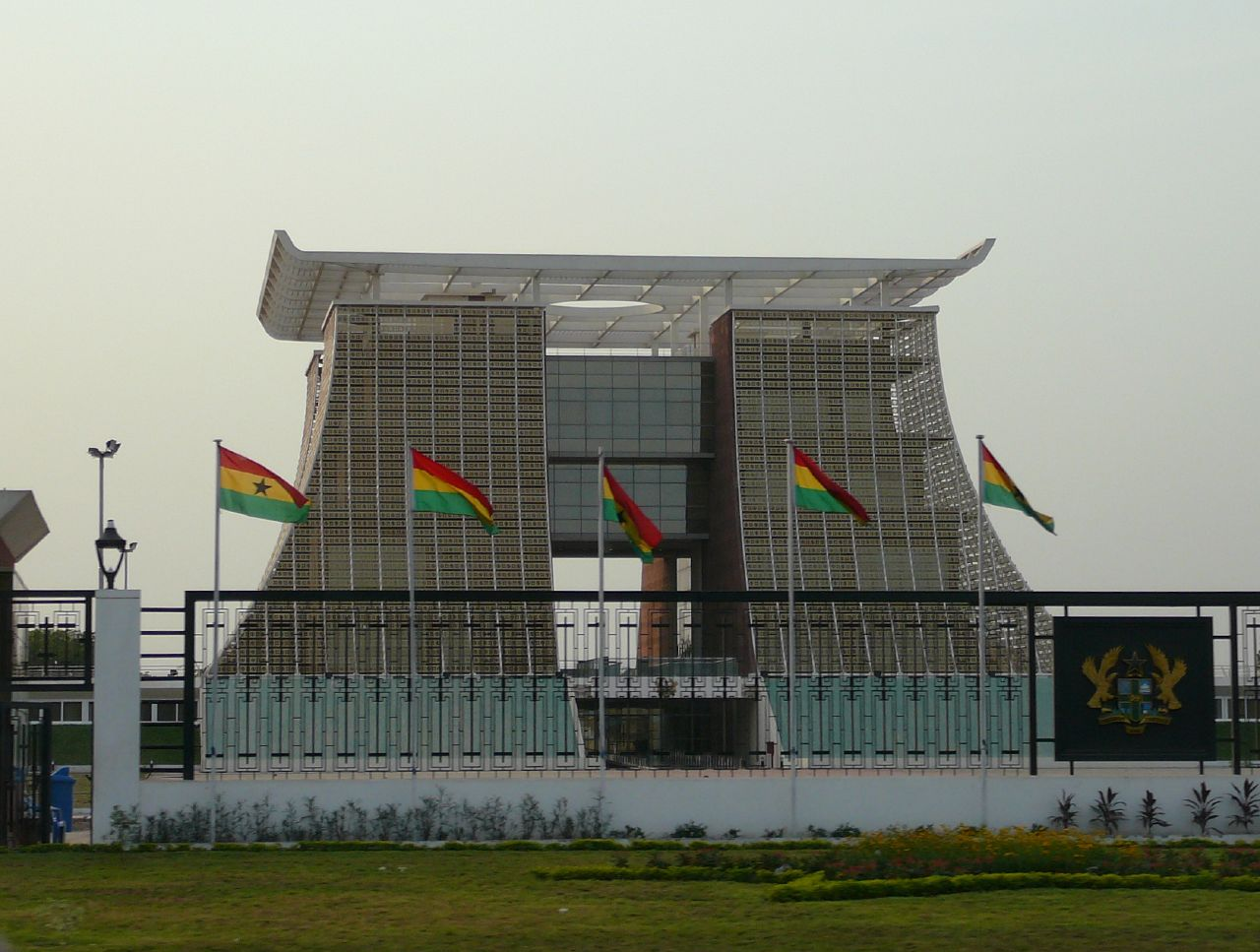
Юбилейный дом, Аккра (резиденция президента).

Президент Республики Гана (англ. President of the Republic of Ghana) является избранным главой государства и главой правительства Ганы, а также главнокомандующим Вооружённых Сил Ганы.

## Право на избрание
Согласно статье 62 Конституции Ганы 1992 года, лицо может быть избрано на пост президента Ганы, если:
- он/она являются гражданином Ганы по рождению;
- он/она достигли возраста сорока лет;
- он/она не являются лицом, дисквалифицированным для избрания в парламент страны согласно статье 94 Конституции, кроме случаев, когда такая дисквалификация может быть устранена президентской амнистией или истечением времени, как это предусмотрено в той статье[1].

## Присяга
Президент Ганы должен быть приведен к присяге главным судьей Верховного суда Ганы перед гражданами Ганы на площади Независимости в Аккре. Избранный президент должен произнести следующее:

Я, ___ с избранием на высокий пост Президента Республики Гана (во имя Всемогущего Бога клянусь) (торжественно обещаю) что я буду верным и преданным Республике Гана; что я буду все время сохранять, защищать и отстаивать Конституцию Республики Гана; и что я посвящу себя службе и благополучию народа Республике Гана и отстаивать права всех лица. Я (торжественно клянусь) (торжественно обещаю) что нарушив эту присягу, я должен предоставить себе закону Республики Гана и понести наказание за это. (Да поможет мне Бог).
Оригинальный текст (англ.)I, ___ having been elected to the high office of President of the Republic of Ghana do (in the name of the Almighty God swear) (solemnly affirm) that I will be faithful and true to the Republic of Ghana; that I will at all times preserve, protect and defend the Constitution of the Republic of Ghana; and that I dedicate myself to the service and well-being of the people of the Republic of Ghana and to do right to all manner of persons. I further (solemnly swear) (solemnly affirm) that should I at any time break this oath of office; I shall submit myself to the laws of the Republic of Ghana and suffer the penalty for it. (So help me God).

## Инсигнии
После того, как присяга избранного президента была принята, ему передаются следующие знаки отличия президентской власти:
- Меч президента;
- Президентское кресло (резное деревянное сиденье, инкрустированное золотом).

Эти инсигнии используются для отображения ранга его (её) должности и используются в особых случаях.

## Полномочия и обязанности
Глава 8 Конституции Республики Гана закрепляет обязанности и полномочия президента.
Президент обязан:
- соблюдать Конституцию:
- осуществляет исполнительную власть Республики Гана;
- сохранить безопасность и единство Республики Гана.

Кроме того, Президент наделен следующими полномочиями, как лидер исполнительной ветви власти и как главнокомандующий Вооружёнными силами Республики Гана:
- объявлять войну и заключать мир;
- проводить референдумы в отношении вопроса национальной важности;
- издавать распоряжения;
- вручать государственные награды за службу нации;
- осуществлять помилование;
- объявлять чрезвычайное положение, приостанавливающие все законы или вводить в действие военное положение;
- инициировать заключение и обеспечивать выполнение договоров, соглашений или конвенций от имени Республики Гана;
- назначать высших государственных должностных лиц;
- предоставлять амнистию (с согласия Парламента Ганы).

Президент должен быть отстранен от должности, если он/она находится, в соответствии с положениями Конституции Республики Гана (глава 8, раздел 69) при нанесении ущерба для экономики и безопасности Республики Гана. Президент прекращает занимать должность Президента Республики Гана на следующий день после вынесения импичмента Парламентом Ганы.